# A250 (motorväg, Tyskland)

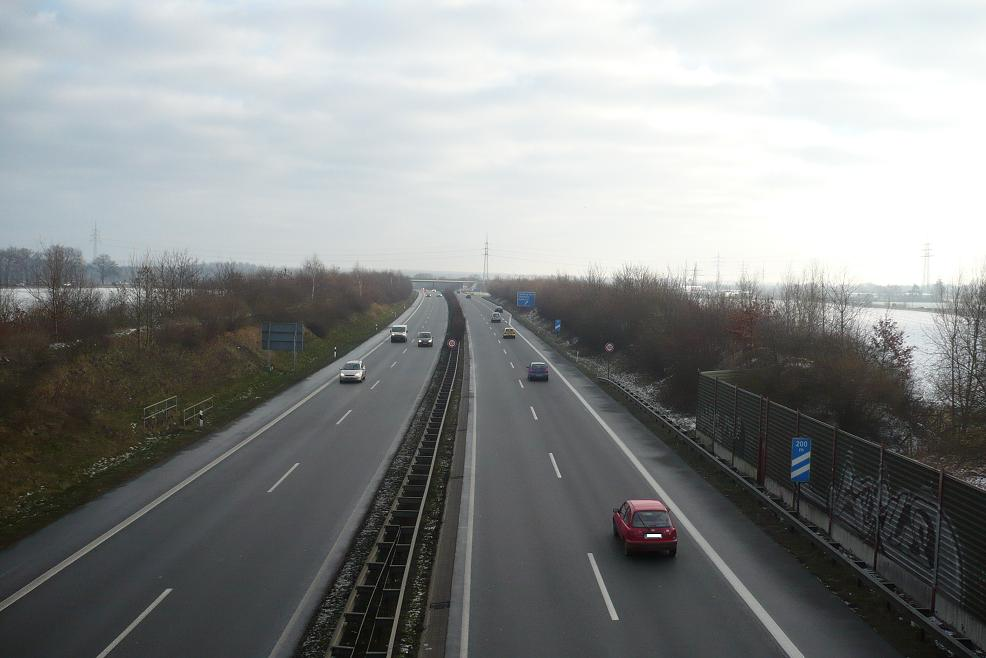
Lüneburg-Nord

A250 är en före detta motorväg i norra Tyskland. Den har sedan 2010 uppgått i A39. Den kallades i folkmun för Maschener Autobahn, vilket beror på att den började i en korsning som heter Maschen. Den var 28 km lång. Den började i Hamburg där den anslöt till de stora motorvägarna A1 och A7. Den slutade i Lüneburg där den övergick i B4 som i sin tur övergår i B209.
Motorvägen hade 4 körfält på hela sträckan. Motorvägen är utbyggd i omgångar. Den första delen gick mellan avfart nr 1 och avfart nr 2 och byggdes 1985. Del två byggdes 1987 och gick mellan avfart nr 2 och 3. 1991 byggdes sträckan mellan avfart nr 3 och 4. 1995 byggdes vägen ut en sista gång. 2010 uppgick den i A39.

## Trafikplatser
|  | Nr | Skyltning                           |
|  | 1  | Maschen (Fyrvägskorsning) E 45 E 22 |
|  | 2  | Maschen                             |
|  | 3  | Winsen (Luhe)-West                  |
|  |    |                                     |
|  | 4  | Winsen (Luhe)-Ost                   |
|  |    | Busschewald/Roddau                  |
|  | 5  | Handorf                             |
|  | 6  | Lüneburg-Nord                       |
|  |    | Övergång i /                        |
|  |    | , (Planerad)                        |